# Rhodopina paraseriata
Rhodopina paraseriata là một loài bọ cánh cứng trong họ Cerambycidae.